# Cerapus polutovi
Cerapus polutovi är en kräftdjursart som beskrevs av Gurjanova 1951. Cerapus polutovi ingår i släktet Cerapus och familjen Ischyroceridae. Inga underarter finns listade i Catalogue of Life.